# Richárd Horváth
Richárd Pál Horváth (ur. 4 sierpnia 1906 w Felsőszászbereku, zm. 6 czerwca 1980 w Budapeszcie) – węgierski duchowny rzymskokatolicki, cysters, polityk.

## Życiorys
23 sierpnia 1923 roku wstąpił do zakonu cystersów. 21 czerwca 1930 roku złożył śluby wieczyste, a 6 lipca tegoż roku został wyświęcony na kapłana. W 1933 roku uzyskał doktorat na podstawie pracy Laskai Ozsvát. Od 1934 roku pracował jako nauczyciel łaciny w szkole średniej. W 1948 roku opuścił zakon i został mianowany kanonikiem ostrzyhomskim i proboszczem parafii w Szentimrevárosu. W 1950 roku posługiwał w kaplicy Ducha Świętego przy Ulászló utca, a w 1951 roku wrócił do parafii w Szentimrevárosu. W 1957 roku objął urząd proboszcza parafii w Zugló. Od 1957 roku do śmierci był administratorem świątyni św. Piotra z Alkantary w Budapeszcie.
Skonfliktowany z przełożonym zakonu Vendelem Endrédym, w 1950 roku współtworzył współpracujący z rządem komunistycznym Komitet Kapłanów Katolickich dla Pokoju, który dał początek ruchowi „księży pokoju”. Za utworzenie ruchu „pokojowego” został przez Endrédyego suspendowany. W 1951 roku założył szwalnię Ecclesia Szövetkezet. W 1954 roku został członkiem Rady Narodowej Patriotycznego Frontu Ludowego i sekretarzem generalnym Komitetu Katolickiego Krajowej Rady Pokoju. W 1958 roku został wybrany posłem do Zgromadzenia Narodowego, pełniąc tę funkcję do śmierci. Za zaangażowanie polityczne w tym samym roku został ekskomunikowany. 21 marca 1963 roku został członkiem Rady Prezydialnej Węgierskiej Republiki Ludowej.

## Publikacje
- Életépítés. Elvek, gondolatok (1934)
- Tízperces szentbeszédek (1937)
- Passzionista Szent Gábor (1938)
- A lélek vasárnapjai. Rövid szentbeszédek (1939)
- Az örök ember. Elmélkedések (1941)
- A természetjog rendező szerepe (1941)
- Keresztény magyarság (1944)
- Hiszek. Elmélkedések és gondolatok az egyházi év vasárnapjaira (1959)
- A keresztény ember a mában (1963)
- Jelenlétünk a világban (1968)
- Embertől – Istenig. Szolgáló szeretet (1976)